# Strychnos trichoneura
Strychnos trichoneura är en tvåhjärtbladig växtart som beskrevs av Leeuwenb.. Strychnos trichoneura ingår i släktet Strychnos och familjen Loganiaceae. Inga underarter finns listade i Catalogue of Life.